# Stade Signora Chiara
Le Stade Signora Chiara (en italien : Stadio Signora Chiara), est un stade de football italien situé dans la ville de Calangianus, en Sardaigne.
Le stade, doté de 2 461 places et inauguré en 1953, sert d'enceinte à domicile à l'équipe de football de l'Associazione Sportiva Dilettantistica Foot-Ball Club Calangianus 1905.

## Histoire
Avant la construction du stade l'ASD BFC Calangianus 1905 disputait ses matchs sur l'ancien terrain de Rinascita du nom de Gaetano Mariotti, situé via Guglielmo Marconi (à sa place est aujourd'hui située la mairie et la place Campo Vecchio).
En 1949, la commune se décide à construire un nouveau stade. Le Signora Chiara est inauguré en 1953 et est entièrement entouré de tribunes en 1955.
Durant la saison 1983-84, le club de Budoni s'installe au stade pour une saison, en attendant la rénovation de son stade.
Le stade se dote d'une pelouse synthétique en 2019.